# Zdravstvujte, deti!
Zdravstvujte, deti! (russisk: Здравствуйте, дети!) er en sovjetisk spillefilm fra 1962 af Mark Donskoj.

## Medvirkende
- Ljudmila Skopina som Jelena Ivanovna
- Boris Vinogradov
- Leonora Jankovskaja som Eleonora
- L. Galstjan som Stella
- Eduard Izotov som Tolja